# Светлана Толстој
Светлана Михајловна Толстој (рус. Светла́на Миха́йловна Толста́я; рођена 14. децембра 1938) руски је филолог и академик, инострани члан састава Српске академије науке и уметности од 26. октобра 2000.

## Биографија
Завршила је интернат са златном медаљом 1956. године, основне студије на Московском државном универзитету Ломоносов 1961, кандидатску дисертацију 1968. и докторат 1993.
Бави се словенском лексикологијом, дијалектологијом, морфологијом и етнолингвистиком.
Радила је као професор на Московском државном универзитету Ломоносов и као руководилац сектора за етнолингвистику и фолклор на Институту за славистику Руске академије наука од 1961. Члан је редакције Живая старина, Известия Академии наук: Серия литературы и языка РАН, Etnolingwistyka и члан уредништва Зборник Матице српске за филологију и лингвистику. Инострани је члан састава Српске академије науке и уметности од 26. октобра 2000. и члан је Међународног комитета слависта.
Добитница је ордена пријатељства за допринос развоју образовања, науке, обуци квалификованих стручњака и вишегодишње активности 5. децембра 2014. Удовица је професора Руске академије наука Никите Иљича Толстоја и мајка телевизијске водитељке Фјокле Толстој.

## Радови
- Толстая С. М. Морфонология в структуре славянских языков. — М., 1998.
- Толстая С. М. Полесский народный календарь. — М., 2005.
- Толстая С. М. Пространство слова. Лексическая семантика в общеславянской перспективе. — М., 2008.
- Толстая С. М. Семантические категории языка культуры: очерки по славянской этнолингвистике. — М., 2010.
- Толстая С. М. Мир человека в зеркале языка. Очерки по славянскому языкознанию и этнолингвистике. — М.: Индрик, 2019.